# 宇山一朗
宇山 一朗（うやま いちろう、1960年 - ）は、日本の外科医。藤田医科大学教授。専門は、上部消化器官の外科的治療に関する研究。腹腔鏡下手術による胃切除術で胃の全摘に世界で初めて成功した。

## 経歴
- 県に生まれる。少年時代は野球に打ち込み、王貞治にあこがれた。
- 1979年 - 静岡県立沼津東高等学校卒業。
- 1985年 - 岐阜大学医学部卒業。慶應義塾大学医学部外科学教室入局。
- 1988年 - 慶応義塾大学医学部外科学教室助手。
- 1991年 - 練馬総合病院外科医長。
- 1995年 - 慶応義塾大学より博士（医学）の学位を取得。
- 1997年 - 藤田保健衛生大学消化器外科講師就任。
- 2002年 - 藤田保健衛生大学消化器外科助教授に昇格。
- 2006年 - 藤田保健衛生大学消化器外科教授に昇格。王貞治の胃がん手術を執刀。
- 2007年 - 三遊亭圓楽 (5代目)の胃がんの手術の執刀。

## 出演番組
- 「これが世界のスーパードクター！第9弾」（2008年10月8日：TBSテレビ）[1]
- スッキリ!!「王貞治の胃がんを手術した名医」（2008年11月17日　日本テレビ）[2]
- UP!「神の手を持つ外科医」 - （2009年5月6日　名古屋テレビ）[3]
- 主治医が見つかる診療所（テレビ東京、2006年10月23日・2007年5月27日）[4]
- ディープピープル 「胃がんのスーパー外科医/佐野武、宇山一朗、小嶋一幸」(NHK、2011.5.2.)[5]
- 日経スペシャル ガイアの夜明け「切らずに治す～がん治療最前線」[6]
- 情熱大陸「最先端のロボット手術の普及拡大にまい進する、外科医・宇山一朗に密着 」(毎日放送、2014.9.28)[7]

など